# Neufmoutiers-en-Brie
Neufmoutiers-en-Brie település Franciaországban, Seine-et-Marne megyében. Lakosainak száma 1277 fő (2022. január 1.). Neufmoutiers-en-Brie Les Chapelles-Bourbon, Favières, La Houssaye-en-Brie, Mortcerf, Tournan-en-Brie, Villeneuve-le-Comte és Villeneuve-Saint-Denis községekkel határos.

## Népesség
A település népességének változása:
| Lakosok száma | 921  | 914  | 1048 | 1091 | 1162 | 1185 | 1195 | 1216 | 1277 |
|               | 2013 | 2015 | 2016 | 2017 | 2018 | 2019 | 2020 | 2021 | 2022 |